# Tenthredo crassa
Tenthredo crassa är en stekelart som beskrevs av Giovanni Antonio Scopoli 1763. Tenthredo crassa ingår i släktet Tenthredo, och familjen bladsteklar. Arten är reproducerande i Sverige.